# Listă de politicieni britanici implicați în scandaluri publice
Aceasta este o listă de politicieni britanici implicați în scandaluri publice:

## Miniștri
- Brooks Newmark⁠(en)[traduceți] (conservator), demisionat în septembrie 2014, cu o zi înainte de publicarea de către tabloidul Sunday Mirror a unui articol care dezvăluie că acesta a trimis mai multe fotografii cu caracter sexual explicit unui jurnalist ce se prezentase drept o simpatizantă a sa.[1]

## Parlamentari
- Peter Baker⁠(en)[traduceți] (conservator), condamnat în 1954 la șapte ani de închisoare pentru fals în acte.[2]

- John Stonehouse⁠(en)[traduceți] (laburist), condamnat în august 1976 la șapte ani de închisoare pentru fals în acte, înșelăciune și furt.[3]

- David Chaytor⁠(en)[traduceți], condamnat în ianuarie 2011 la un an și jumătate de închisoare, după ce a pledat vinovat pentru decontări abuzive de 22.000 de lire sterline.[4][5][6]
- Eric Illsley⁠(en)[traduceți] (laburist), condamnat în februarie 2011 la an de închisoare, pentru decontări de 14.500 de lire sterline.[5][7][8]
- Jim Devine⁠(en)[traduceți] (laburist), condamnat în martie 2011 la 16 luni de închisoare în urma scandalului cheltuielilor nejustificate.[9][5]

- Nigel Evans⁠(en)[traduceți], purtător de cuvânt al Camerei Deputaților, acuzat în mai 2013 de viol și hărțuire sexuală.[10][11][12] Achitat în aprilie 2014.

- Keith Vaz⁠(en)[traduceți], implicat în septembrie 2016 într-un scandal după ce în presă au apărut informații despre discuția pe care acesta a avut-o cu doi bărbați est-europeni, aparent polonezi, care urmau să îl pună în legătură și cu un tânăr român, căruia s-a oferit să îi plătească drogurile în schimbul favorurilor sexuale.[13][14]